# South Padre Island
South Padre Island város az USA Texas államának Cameron megyéjében. Lakosainak száma 2066 fő (2020. április 1.).

## Népesség
A település népességének változása:

| 2010 | 2 816 |
| 2020 | 2 066 |